# 김양희 (서대문구의원)
김양희(金良熙, 1958년 4월 10일 ~ )는 대한민국의 정치인인데, 더불어민주당 상임고문 겸 당무위원 등을 지내고 있는 현재 재선 서울특별시 서대문구의회 제8·9대 서대문구의원이고, 전라남도 장흥군 출신이다.

## 학력
- 5년제 한국방송통신대학교 행정학과 1학년 제적(1985년 8월)

## 경력
- 장애인활동지원사
- 요양보호사
- 지역자율방재사
- 범죄방지사
- 서울시립대학교 사회복지학과 객원교수
- 한국방송통신대학교 가정학과 객원교수
- 서울특별시 서대문구 남가좌1동 자율방범대 운영위원장
- 서울특별시 서대문구 남가좌1동 청소년지도협의회 회장
- 서울특별시 서대문구 남가좌2동 주민자치위원회 감사
- 서울특별시 서대문구 남가좌2동 자율방재단원
- 서울특별시 서대문구 호남향우회 총무
- 서울특별시 서대문구 남가좌2동 방재단 회원
- 서대문 경찰서 북가좌2동 생활안전협의회 위원
- 민주평화통일자문회의 서울지역위원회 서대문지회 감사
- 더불어민주당 당무위원 겸 同黨 중앙당 부대변인
- 더불어민주당 서울시당 서대문구 을 지역위원회 특보
- 더불어민주당 서울시당 서대문구 을 남가좌1동 협의회장
- 2020.04 ~ 2022.06 제8대 서울특별시 서대문구의회 의원
  - 2020.04 ~ 2020.07 제8대 서울특별시 서대문구의회 전반기 재정건설위원회 위원
  - 2020.04 ~ 2020.07 제8대 서울특별시 서대문구의회 전반기 예산결산특별위원회 위원
  - 2020.07 ~ 2022.06 제8대 서울특별시 서대문구의회 후반기 예산결산특별위원회 부위원장
  - 2020.07 ~ 2022.06 제8대 서울특별시 서대문구의회 후반기 행정복지위원회 위원
- 2022.07 ~ 제9대 서울특별시 서대문구의회 의원
  - 2022.07 ~ 제9대 서울특별시 서대문구의회 전반기 의회운영위원회 부위원장
  - 2022.07 ~ 제9대 서울특별시 서대문구의회 전반기 재정건설위원회 위원

## 역대 선거 결과
|  | 57.34% |

|  | 35.02% |